# Expert

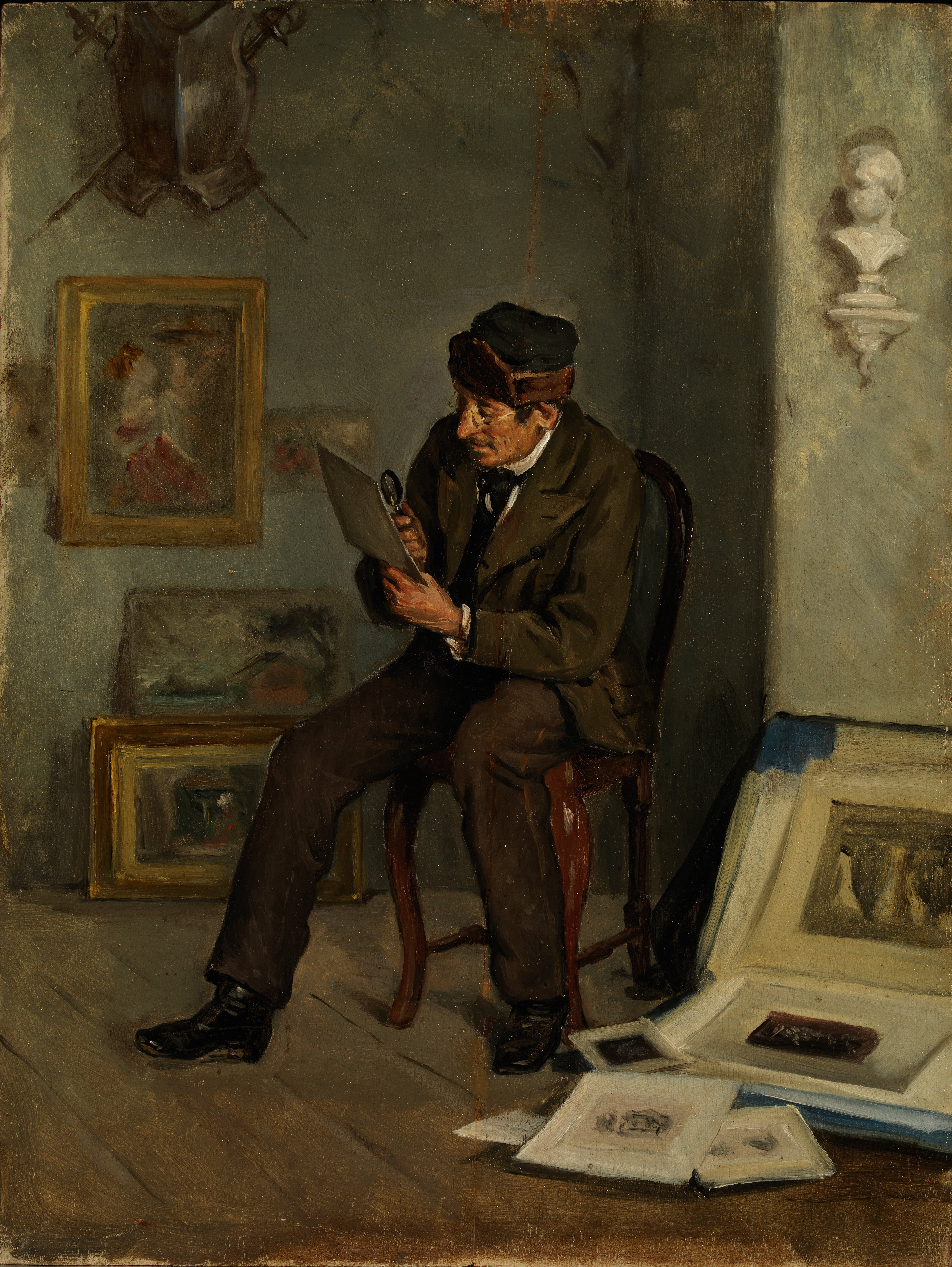

Un expert este o persoană care posedă cunoștințe temeinice într-un anumit domeniu științific, cultural, tehnic, legislativ etc., un specialist de mare clasă în acel domeniu. Deși nu există un criteriu clar pentru a stabili cine poate fi numit expert și cine nu, este în general acceptată ideea că un expert a primit o educație sau are o experiență îndelungată în domeniul respectiv și în unele cazuri participă el însuși în mod activ la dezvoltarea acelui domeniu.
În particular, un expert poate fi numit de către o autoritate a statului (de exemplu de către un organ de jurisdicție sau de urmărire penală) pentru a efectua o expertiză, o cercetare cu caracter tehnic, medical etc., prin care se stabilesc circumstanțele în care a avut loc o anumită faptă sau starea unei instalații, condiția fizică ori psihică a unei persoane etc.
Unui expert i se cere așadar să posede următoarele aptitudini:
- să aibă cunoștințe temeinice în domeniul său de specialitate,

- să fie capabil să judece în mod pertinent fapte care țin de domeniul său și

- să fie capabil de a comunica rezultatele expertizei sale și de a dezbate subiectul acesteia împreună cu organe de decizie și cu nespecialiști.